# 台湾齿唇兰
台湾齿唇兰（学名：Anoectochilus inabai）为兰科开唇兰属下的一个种。

## 扩展阅读
- 維基物種上的相關：台湾齿唇兰